# Tomás Pérez de Estala

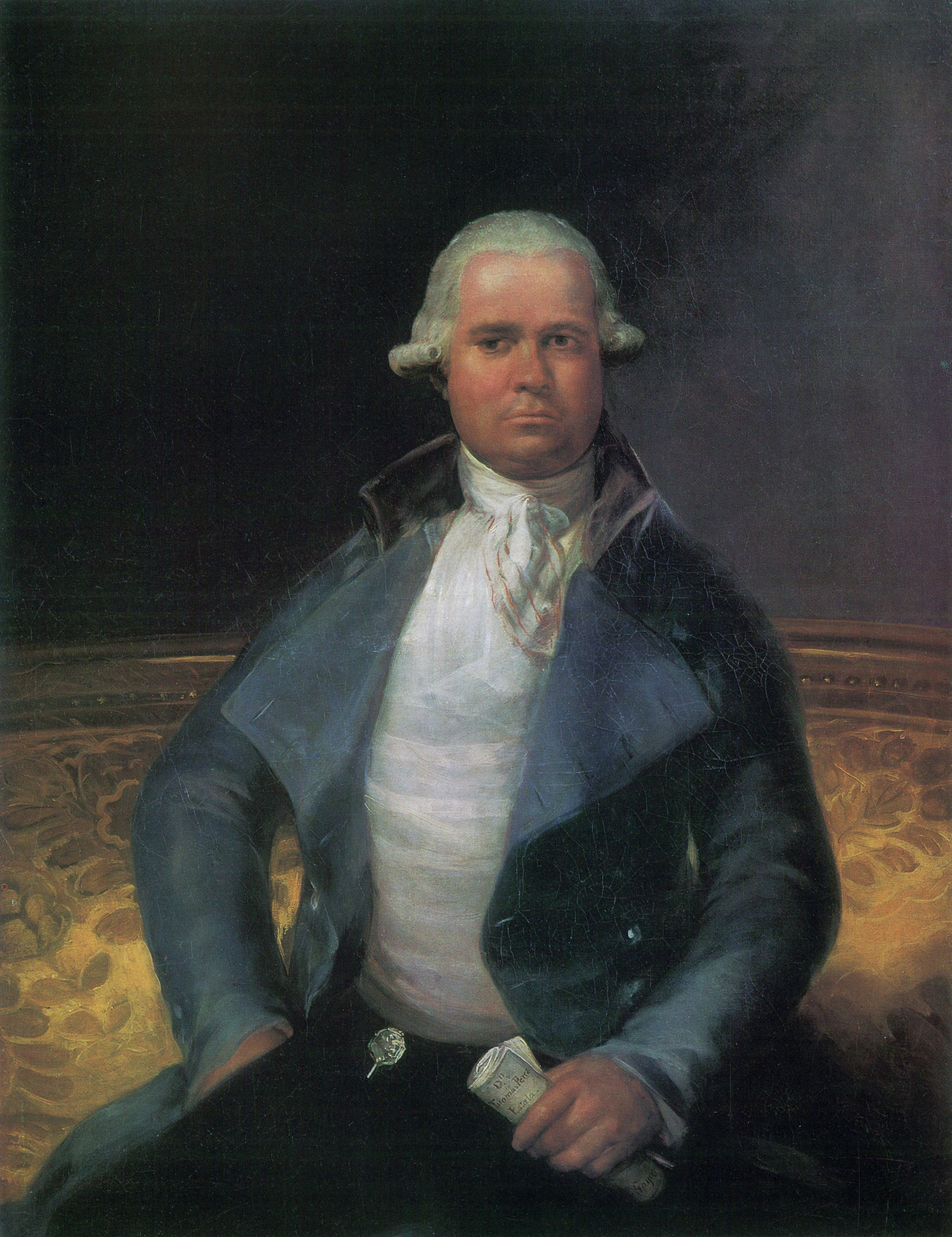
Retrato de Tomás Pérez de Estala por Francisco de Goya, h. 1795-1798. Kunsthalle de Hamburgo.

Tomás Pérez de Estala (Villel 1754-1827) fue un artesano e industrial español, maestro cerrajero de profesión, que vivió a finales del siglo XVIII y principios del XIX. Fue responsable de la introducción de las primeras máquinas de vapor en la minería española. Durante muchos años fue director de la Real Fábrica de Paños de Segovia.

## Biografía
Nació el 15 de enero del 1754 en Villel en el seno de una familia humilde. Trabajó desde los 10 años en varios talleres de cerrajería en Valencia, Zaragoza y Barcelona. En 1776 viajó a Francia para conocer nuevas tecnologías a través del trabajo en los talleres franceses. En 1778 recibió una beca de La Junta de Comercio de Barcelona que le permitió visitar importantes fábricas en Francia - e. g. las minas de carbón en Fresnes equipadas con una máquina de vapor para el drenaje - y seguir descubriendo los avances tecnológicos desconocidos en España.
En 1783 se le encargó la inspección del sistema de extracción de agua en la mina de mercurio en Almadén. Pérez de Estala criticó las instalaciones obsoletas de la mina y recomendó el uso de máquinas de vapor, usadas con éxito en Inglaterra y Francia. En España, esta idea fue muy innovadora, ya que la tecnología de vapor no se había utilizado en la minería hasta aquel entonces. El conde de Floridablanca prefirió esperar las opiniones de otros inspectores cuyos controles ya estaban programados para el mismo año. Entre ellos, el ingeniero Agustín de Betancourt, que preparó informes detallados sobre el estado de la mina, pero no propuso cambios innovadores, y el químico Fausto Delhuyar, cuyo control probablemente no tuvo lugar. No fue hasta 1785 que el desastroso estado de los sistemas de drenaje en la mina contribuyó a la decisión de implementar las recomendaciones de Pérez de Estala.
En 1786, Pérez de Estala fue enviado a Londres con la misión de comprar motores de vapor para la mina en Almadén y otros encargos relacionados con la industria textil. En Londres, fue asistido por el embajador Bernardo del Campo, quien le facilitó el acceso a numerosas plantas industriales (de las que visitó alrededor de 50) y contactos con empresarios e ingenieros. Sus viajes en el este y el sur de Inglaterra fueron de espionaje industrial. Gracias a ellos, Pérez de Estala llegó a conocer bien los efectos de la revolución industrial. Conoció a John Wilkinson y visitó sus fundiciones de acero en Bersham y Broseley. Vio las nuevas máquinas de vapor patentadas en 1775 por Boulton y Watt e hizo un informe sobre su superioridad sobre la máquina de Newcomen. Negoció la compra de tres máquinas modernas con Wilkinson, evitando a los fabricantes y propietarios de la patente. Al final encargó solo las piezas más importantes que no podían ser fabricadas en España, en vez de las máquinas completas, lo que causó muchos problemas y retrasos en su instalación en España. Se llegó a completar e instalar solamente una máquina de vapor en la mina, este proceso duró hasta 1799 o según algunas fuentes incluso hasta 1805. Por la modernización de la mina y los grandes ahorros resultantes para la corona, recibió el título de vasallo fiel de Carlos IV.
Contrajo matrimonio con la hija mayor del propietario de la Real Fábrica de Paños de Segovia - doña Lorenza Ortiz de Paz y Llano - y obtuvo el puesto de ingeniero en la compañía. En 1798 fue nombrado Comisario Regio, también llegó a ser Intendente de la Provincia de Almadén. Fue miembro de la Real Sociedad Económica Matritense de Amigos del País. Hacia 1800–1805 encargó su retrato a Francisco de Goya. A partir de 1808 comenzó a coleccionar obras de arte con la ayuda del grabador Pedro González de Sepúlveda. Dirigió la fábrica en los años 1788-1805 y desde 1813 hasta su muerte en 1827, en Segovia.